# الحكومة الثلاثية الأولى (الأرجنتين)
كانت الحكومة الثلاثية الأولى (بالإسبانية: Primer Triunvirato) هي الهيئة التنفيذية للحكومة التي حلت محل المجلس العسكري في اتحاد محافظات ريو دي لا بلاتا (الأرجنتين حاليًا). بدأت مهامها في 23 سبتمبر 1811، واستبدلت في 8 أكتوبر 1812.

## الأصل
تسببت هزيمة القوات الوطنية في معركة هواكي [الإنجليزية] في 20 يونيو 1811 بتوجيه ضربة قاتلة لسمعة الحكومة التنفيذية التي كانت متضررا بالفعل.
قرر رئيس الحكومة التنفيذية كورنيليو سافيدرا [الإنجليزية] تولي مسؤولية جيش الشمال (بالإسبانية: Ejército del Norte) لذلك ترك منصبه ليكون مسؤولًا شخصيًا عن الجيش. أعطى رحيله المجال للفصيل الذي دعم الليبرالي ماريانو مورينو للاستفادة من غيابه ومحاولة حل المجلس العسكري.

## الأفعال
تم اختيار الحكومة الثلاثية لتولي السلطة التنفيذية. ومع ذلك، كان يتم التحكم بها من قبل المجلس العسكري المحافظ، المؤلف من أعضاء المجلس العسكري المنحل مؤخرًا.
لقد أصدرت هذه الحكومة قرارات ذات أهمية كبيرة. بعض منها:
- إعلان حرية الصحافة.
- الموافقة على قانون الأمن الفردي.
- إنشاء غرفة الاستئناف.
- هيكلة مؤسسات تطبيق العدالة.
- في 13 يناير 1812 وضعت حجر الأساس لإنشاء محافظة بوينس آيرس.
- أمرت مانويل بلغرانو بقيادة القوات لحماية روزاريو من الهجمات البحرية التي يرسلها الإسبان من مونتيفيديو.
- وافقت على استخدام الشارة السيريالية الزرقاء والبيضاء من قبل الجيش في 18 فبراير 1812.
- في نفس اليوم أمرت بلغرانو بتولي مسؤولية جيش الشمال.
- أمرت المقدم خوسيه دي سان مارتين بتشكيل سلاح الفرسان الخاص الذي سيعرف باسم جرانادروس أ كابالو.
- هيئة الهجرة: تأسست في 4 سبتمبر 1812 وشكلت أول كيان مؤسس لتحفيز الهجرة واستيطان الإقليم (الذي لم يتم تحديده بوضوح في ذلك الوقت). عرقلت حروب الاستقلال أنشطتها، لكن برناردينو ريفادافيا أعاد تنشيطها مرة أخري أثناء توليه المسئولية في حكومة بوينس آيرس، في 1824.
- تم حلها في 20 أغسطس 1830 بواسطة خوان مانويل دي روساس.

## النهاية
كانت قرارت أعضائها محدودة بسبب صراعات متتالية علي السلطة. مع هذه الحكومة نجح المورينيون في تحييد معارضيهم، لكن الصراعات الداخلية، وخطر الغزو من جانب البرازيل والأخطاء العسكرية لمانويل بلغرانو في الشمال قوضت من قوتهم.
اتفق خوسيه دي سان مارتين، مع أعضاء من الجمعية الوطنية التي شكلها المورينيون على منح الامتياز لمنظمة جيش التحرير وإعلان الاستقلال. كان ذلك حينما افتقر أعضاء الحكومة الثلاثية ومن أجل العودة إلى مسار القرارات التي نادى بها المجتمع. من ناحية أخرى قام لوتارو لودج بتعبئة قواته، وعادت الجمعية الوطنية إلى الاستدعاء العام وتعبئة السكان.
ثم تم استبدال الحكومة الثلاثية بالحكومة الثلاثية الثانية.

## الأعضاء
| أعضاء الحكومة الثلاثية الأولى - مانويل دي ساراتي - جوان جوزيه باسي - فيليسيانو شيكلانا |

## فهرس
- Busaniche, José Luis (1969). Historia argentina (بالإسبانية). Buenos Aires: Ed. Solar.
- Lozier Almazán, Bernardo (1998). Martín de Álzaga (بالإسبانية). Buenos Aires: Ed. Ciudad Argentina.
- Mitre, Bartolomé (1968). Historia de San Martín y de la emancipación sudamericana (بالإسبانية). Buenos Aires: Ed. Eudeba.
- Segreti, Carlos S. A. (1980). La aurora de la Independencia - Memorial de la Patria (بالإسبانية). Buenos Aires: Ed. La Bastilla.
- Sierra, Vicente D. (1973). Historia de la Argentina (بالإسبانية). Buenos Aires: Ed. Garriga.
- Ternavasio, Marcela (2007). Gobernar la Revolución (بالإسبانية). Buenos Aires: Ed. Siglo Veintiuno.
- Bra, Gerardo. "El Motín de las Trenzas". Revista Todo es Historia (بالإسبانية) (187).
- Fernández, Alejandro E.; Aníbal Jáuregui; Darío Roldán. "Un golpe militar en el camino hacia la independencia". Revista Todo es Historia (بالإسبانية) (192).
- Heredia, Edmundo. "Expediciones reconquistadoras españolas al Río de la Plata (1811-1814)". Revista Todo es Historia (بالإسبانية) (201).